# De man in het bruine pak
De man in het bruine pak is een misdaad/detectiveverhaal van Agatha Christie. Het boek verscheen oorspronkelijk op 22 augustus 1924 in het Verenigd Koninkrijk onder de titel The Man in the Brown Suit en werd uitgegeven door The Bodley Head. In de Verenigde Staten werd het datzelfde jaar uitgegeven door Dodd, Mead and Company. In 1931 werd het boek vertaald naar het Nederlands en uitgegeven door Luitingh-Sijthoff.

## Verhaal
Anne Beddingfield wandelt in de omgeving van Hyde Park Corner wanneer een man neervalt. Een toevallig passerende dokter verklaart de man dood. Anne vindt op de plaats delict een portefeuille met daarin een briefje met de tekst "71.1 22 Kilmorden Castle" alsook een nota betreffende een afspraak om een huurhuis te bezichtigen. De volgende dag blijkt in dat huis een dame vermoord te zijn. Een jongeman in een bruin pak werd opgemerkt.
Anne concludeert dat de toevallig passerende dokter geen echte dokter was en dat de dode man wellicht niet dood is. Kilmorden Castle blijkt een boot te zijn die weldra vertrekt naar Kaapstad. Anne boekt een ticket en ontmoet op het schip Suzanne Blair, kolonel Race en Eustace Pedler. Kolonel Race vertelt een verhaal over de diefstal van diamanten ter waarde van honderdduizend Pond sterling. John Eardsley en Harry Lucas werden verdacht. John stierf tijdens de oorlog en Lucas verdween spoorloos. Race verklaart even later dat John door zijn vader werd verstoten en dat Race daardoor erfgenaam werd.
Anne achterhaalt dat het nummer 71 verwijst naar de cabine van het schip. Deze werd oorspronkelijk geboekt door mevrouw Grey, de dame die in het huurhuis werd vermoord. Niet veel later vindt Anne een kokertje met onbewerkte diamanten en vermoedt dat Harry Rayburn "de man in het bruine pak" is. Anne wordt op het dek aangevallen, maar wordt gered door Harry.
In Kaapstad loopt Anne in een val waarna ze wordt opgesloten in een huis in Muizenberg. Daar vangt ze een gesprek op waaruit ze afleidt dat de kolonel haar de volgende dag wil ondervragen. Anne kan ontsnappen en vlucht naar Kaapstad. Daar blijkt dat Harry wel degelijk "de man in het bruine pak" is. Pedler vraag Anne of ze zijn secretaresse wil zijn en of ze wil meereizen naar Rhodesië tezamen met Race, Suzanne. Anne wil graag de waarheid achterhalen en gaat daarom op het aanbod in.
In Bulawayo ontvangt Anne een bericht van Harry die haar naar een nabijgelegen ravijn lokt. Anne valt in het ravijn en belandt in coma. Een maand later ontwaakt ze in een hut op een eiland dat zich in de rivier Zambizei bevindt. Daar blijkt dat Harry Rayburn haar heeft gered. Hij verklaart dat iemand anders ervoor zorgde dat Anne in het ravijn viel. Harry vertelt over diamanten die hij jaren eerder vond tezamen met John Eardsley. Ze werden opgelicht door een zekere Anita Grünberg. Anita verwisselde deze diamanten met een set die zij gestolen had van de familie Baars. Nadat Harry in verdenking werd gesteld van de diefstal, vluchtte hij terug naar Afrika en nam de naam Harry Parker aan.
Jaren later wordt hij herkend door een zekere Carton. Carton blijkt de man te zijn die zogezegd dood neerviel in het station. Harry achtervolgde Carton in Londen en kwam zo in het huis terecht waar mevrouw Grey werd vermoord. Hij vermoedde daarom dat de diamanten wellicht aan boord van Kilmorden Castle waren. Anne verklaart dat zij deze inderdaad heeft gevonden en dat Suzanne deze nu bewaart. Zij en Harry spreken af om vanaf nu te communiceren in code.
Anne herneemt haar werk bij Eustace. Hij dwingt haar om een brief te schijven naar Harry om zaken te bespreken. Anne doet dit, maar schrijft deze niet in code waardoor Harry weet dat er iets mis is. Harry komt opdagen en ontmoet Eustace. Daarop trekt Anne een revolver. Onder dwang vertelt Race dat Harry in werkelijkheid John Eardsley is en niet Harry Lucas. Race kan ontsnappen. Anne en Harry verhuizen naar het eiland in de Zambezi en trouwen

## Verfilming
Het boek werd door Alan Shayne Productions in samenwerking met Warner Brothers Television verfilmd voor de televisie. Deze film kwam uit in 1988. Het verfilmde verhaal speelt zich ook in die tijdlijn af en dus niet in de jaren 1920 zoals het originele.